# حزب‌الله افغانستان
حزب‌الله افغانستان یک حزب سیاسی در افغانستان است. این گروه که ابتدا در سال ۱۹۸۰ به عنوان یک گروه شورشی و بخشی از هشت تهران تأسیس شده بود، با حمایت ایران در جنگ شوروی و افغانستان جنگید. در سال ۲۰۰۵، این حزب قانونی شد و در دهه ۲۰۱۰ با لشکر فاطمیون، یک نیروی شبه‌نظامی سازماندهی‌شده توسط ایران، ارتباط نزدیکی برقرار کرد.

## تاریخ
پس از انقلاب، ایران شروع به تأسیس چندین گروه مرتبط با نام «حزب‌الله» در افغانستان کرد. ایران گروه‌های شورشی مختلف، اعم از شیعه و سنی را که در جنگ شوروی-افغانستان می‌جنگیدند، تأمین مالی و مسلح کرد.

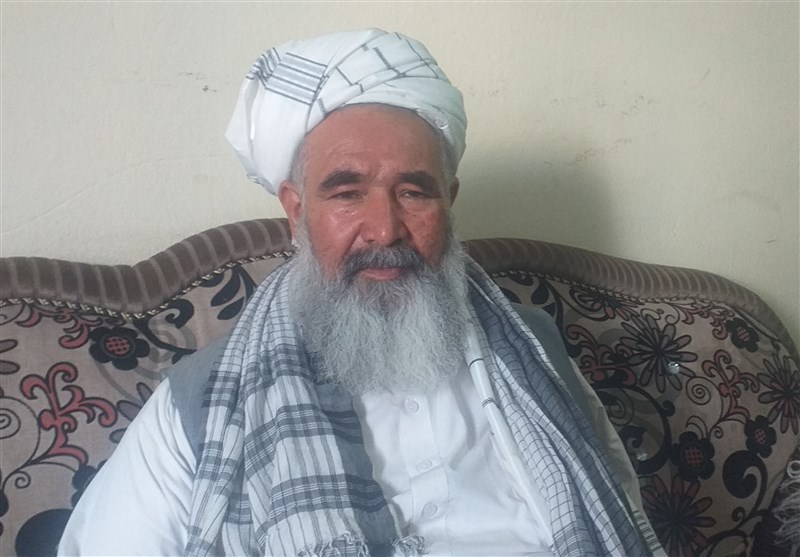
قاری احمدعلی، دبیرکل و بنیانگذار حزب‌الله افغانستان، در سال ۲۰۲۱

اولین گروه افغانی که رسماً به عنوان «حزب‌الله» شناخته می‌شود، در سال ۱۹۸۰، یک سال قبل از حزب‌الله لبنان تأسیس شد. رهبری حزب‌الله افغانستان را قاری احمدعلی، روحانی که امیدوار بود «رهبر معنوی شیعیان افغانستان» شود، بر عهده داشت. مقر این حزب در مشهد بود و شعبه‌های حزب در شهرهای تهران، نیشابور، زابل، زاهدان و گناباد مستقر بودند. بر اساس گزارش‌ها، شاخهٔ مسلح آن ۴۰۰۰ شبه‌نظامی را که علیه جمهوری دموکراتیک افغانستان (DRA) در ولایات هرات، فراه، نیمروز، غور، بامیان، ارزگان و قندهار می‌جنگیدند، دربرمی‌گرفت. بر اساس گزارش‌ها، حزب‌الله افغانستان به دلیل «وحشیگری خود» با حامیان DRA شناخته می‌شد.
این گروه برای اولین بار به عنوان یک حزب قانونی در جمهوری اسلامی افغانستان تحت نام «حزب‌الله افغانستان» در سال ۲۰۰۵ ثبت شد، و تا حد زیادی یک نیروی حاشیه‌ای در سیاست افغانستان باقی ماند. بر اساس گفته‌های فیلیپ اسمیت، محقق در این زمینه، حزب‌الله افغانستان در مقطعی قبل از سال ۲۰۱۴ با لشکر فاطمیون، که یک گروه شبه‌نظامی شیعه افغان است، «ادغام» شد. اسمیت بیان می‌کند که این دو گروه از نظر ایدئولوژی و اعضا همپوشانی قابل توجهی داشتند. در سال‌های بعد، برخی از منابع، به عنوان مثال محققی مانند اوید لوبل، لشکر فاطمیون و حزب‌الله افغانستان را به عنوان سازمان‌های مجزا، هرچند تقریباً به‌هم‌پیوسته می‌دانست، در حالی که برخی منابع دیگر مانند اخبار عرب و جهاد اینتل حزب‌الله افغانستان را معادل با لشکر فاطمیون تلقی می‌کردند. مایکل روبیلارد لشکر فاطمیون را «شاخه حزب‌الله افغانستان» می‌نامد.  همان‌طور که لشکر فاطمیون در جنگ داخلی سوریه می‌جنگید، گزارش شده‌است که حزب‌الله افغانستان «پیوندهای مبهم» با حزب‌الله لبنان ایجاد کرده‌است. 
پس از تهاجم سال ۱۴۰۰ طالبان که جمهوری اسلامی افغانستان را سرنگون کرد و امارت اسلامی جایگزین آن شد، احمدعلی رهبر حزب‌الله افغانستان اعلام کرد که حزب او با طالبان مخالف نیست. به گفته وی، دولت جدید به او اطمینان داده بود که شیعیان افغانستان مورد تبعیض قرار نخواهند گرفت. وی همچنین اظهار داشت که جمهوری اسلامی در حفظ ثبات و امنیت افغانستان شکست خورده‌است و امارت اسلامی وضعیت امنیتی را بهبود خواهد بخشید.

## سازمان و ایدئولوژی
از سال ۱۹۸۰، حزب‌الله افغانستان توسط قاری احمدعلی غوردروازی رهبری می‌شود. حزب‌الله افغانستان به‌طور سنتی ریشه در اسلام‌گرایی شیعه دارد و قرار بود اندیشه‌های انقلاب ایران را گسترش دهد. در سال ۲۰۲۱، قاری احمدعلی اعلام کرد که حزبش با تبعیض مذهبی در افغانستان مخالف است.

### آثار ذکر شده
- Alami, Mona (March 2017). "Hezbollah's Military Involvement in Syria and its Wider Regional Role" (PDF). Dirasat. Riyadh: King Faisal Center for Research and Islamic Studies (21). ISBN 978-603-8206-25-6.